# Pieter van Berendrecht
Pieter van Berendrecht of Pieter Jansz. van Beerendrecht (Haarlem, 1616 - Weesp, 1672) was een Nederlands kunstschilder uit de Nederlandse Gouden Eeuw.

## Biografie
Van Berendrecht werd geboren op 5 mei 1616 in Haarlem als zoon van Johannes Pietersz. Berendrecht. In deze stad werd hij op 1632 lid van de plaatselijke Sint-Lucasgilde. In 1642 wordt hij geregistreerd als meesterschilder. Pieter trouwt in 1644 Haarlem, om later in 1653 te hertrouwen in Amsterdam. In 1662 was hij getuige bij het huwelijk van zijn zoon Pieter in Weesp. Deze zoon volgt hem op als kunstschilder.
Na 1662 zijn geen feiten meer bekend van hem. Wel wordt hij vermeld door tijdgenoot en kunstschilder Vincent van der Vinne. Op basis hiervan zijn de werken van Pieter toegewezen aan het monogram PVB. Zijn werk kent een monochrome stijl met invloeden van de Haarlemse schilders Willem Claeszoon Heda en Pieter Claesz.. Pieter schilderde (vruchten)stillevens.
- Bibliothèque nationale de France: cb14965477d (data)
- Biografisch Portaal: 31745728
- International Standard Name Identifier: 0000 0000 0324 4028
- RKD-Nederlands Instituut voor Kunstgeschiedenis: 6766
- Virtual International Authority File: 32268645